# 남유정 (가수)
남유정(1991년 5월 2일 ~ )은 대한민국의 배우이자 전 가수이다. 걸그룹 브레이브걸스와 브브걸의 전 멤버이다.